# Euploea netscheri
Euploea netscheri is een vlinder uit de familie Nymphalidae, onderfamilie Danainae.
De wetenschappelijke naam van de soort is voor het eerst geldig gepubliceerd in 1889 door Pieter Snellen.